# Verwaltungsgemeinschaft Klingenthal

Lage der Verwaltungsgemeinschaft Klingenthal im Vogtlandkreis (Stand: 31. Dezember 2012)

Die Verwaltungsgemeinschaft Klingenthal befand sich im Vogtlandkreis im Freistaat Sachsen.
Ihr gehörte neben der Stadt Klingenthal die Gemeinde Zwota an. Zum 1. Januar 2013 wurde die Verwaltungsgemeinschaft aufgelöst und aus beiden Gemeinden die neue Stadt Klingenthal gebildet.